# 伊藤英成
伊藤 英成（いとう えいせい、1941年〈昭和16年〉12月1日 - 2021年〈令和3年〉1月19日）は、日本の政治家。元衆議院議員（6期）。建設政務次官、衆議院安全保障委員長、民主党「次の内閣」の外務大臣などを歴任した。

## 経歴
愛知県渥美郡渥美町（現・田原市）出身。1964年（昭和39年）、名古屋大学経済学部卒業。同年、トヨタ自動車工業株式会社に入社。
1974年（昭和49年）9月から1976年（昭和51年）8月までトヨタ自工労働組合の副委員長を務めた（非専従）。
1981年（昭和56年）12月24日、トヨタ自工労組は評議会を開き、衆議院・旧愛知4区につき渡辺武三に代わる新人を擁立する方針案を明らかにした。全トヨタ労連とトヨタ自工労組は1982年（昭和57年）初頭に候補者選考委員会を設け、人選に入った。トヨタ自動車工業社長の豊田英二とトヨタ自工労組委員長の話し合いにより、伊藤が後継者に選ばれた。同年3月5日、主要労組のトヨタ自工労組が伊藤に決めたことで後継は事実上確定した。渡辺はそれから間もない4月23日に死去した。
1983年（昭和58年）12月に行われた第37回衆議院議員総選挙に立候補し、トップ当選を果たした。1993年（平成5年）8月に発足した細川内閣において建設政務次官に就任。
中選挙区時代、トヨタ自動車及び系列会社では「組合員は伊藤さん、課長になったら浦野（烋興）さん」とすみ分けが図られてきたが、1996年（平成8年）の第41回衆議院議員総選挙から一人を選ぶ小選挙区制が導入された。全トヨタ労連は伊藤の支援を会社及び会社の幹部に強く求めた。会社側は折れ、選挙終盤の2日間、課長以上の管理職5千人に伊藤支援の指令が出た。その結果、浦野烋興は比例復活すらかなわず、初めての落選を経験した。
1998年（平成10年）1月、新党友愛が結成され、幹事長に就任。同年4月、新党友愛は民主党に合流。同党の副代表や「次の内閣」の外務大臣などを歴任した。2000年（平成12年）6月の衆院選で6選。
2003年（平成15年）3月24日、次期衆院選に立候補せず引退することを表明した。伊藤の後継には、全トヨタ労働組合連合会の専従職員などを務めた古本伸一郎が選ばれた。
引退後はトヨタ車体の常勤監査役などを歴任した。2012年（平成24年）4月29日、旭日重光章受章。
2021年1月19日、死去。79歳没。死没日をもって正四位に叙される。

## 選挙の記録
| 年                 | 選挙                   | 選挙区    | 所属党派 | 当落 |
| ------------------ | ---------------------- | --------- | -------- | ---- |
| 1983年（昭和58年） | 第37回衆議院議員総選挙 | 旧愛知4区 | 民社党   | 当   |
| 1986年（昭和61年） | 第38回衆議院議員総選挙 | 旧愛知4区 | 民社党   | 当   |
| 1990年（平成2年）  | 第39回衆議院議員総選挙 | 旧愛知4区 | 民社党   | 当   |
| 1993年（平成5年）  | 第40回衆議院議員総選挙 | 旧愛知4区 | 民社党   | 当   |
| 1996年（平成8年）  | 第41回衆議院議員総選挙 | 愛知11区  | 新進党   | 当   |
| 2000年（平成12年） | 第42回衆議院議員総選挙 | 愛知11区  | 民主党   | 当   |

## 所属団体・議員連盟
- 民主党日韓議員交流委員会（顧問）
- 公益財団法人日本国際フォーラム（参与[13]）
- 日朝友好議員連盟[14]

## 人物
- 選択的夫婦別姓制度導入に賛同[15]。
- 衆議院議員在職中、年5～6回は豊田英二社長や豊田章一郎社長と会い、国内外の政治情勢をレクチャーしていたという[5]。
- トヨタ労組は1969年の第32回衆議院議員総選挙から、民社党候補のみを推すことが決まった。この選挙で同党公認で立候補し初当選したのは、元トヨタ労組委員長の渡辺武三[3]。中選挙区時代、「組合員は民社党候補。課長以上は自民党候補」とすみ分けが図られてきたが[8]、小選挙区が1996年の第41回衆議院議員総選挙から導入されるとその図式はいったん崩れる。同年の総選挙の攻防は既述のとおり。2000年の第42回衆議院議員総選挙で自民党は新進党を離党した衆議院議員の山中燁子を擁立するが、管理職の投票先は不明。 2003年の第43回衆議院議員総選挙では自民党は候補者を擁立しなかった。2005年の古本伸一郎の時代から現在まで、トヨタ自動車は、組合員は民主党、管理職は自民党という役割分担を行っている[5]。